# James Emanuel
James Andrew Emanuel (* 15. Juni 1921 in Alliance, Nebraska; † 28. September 2013 in Paris) war ein US-amerikanischer, in Frankreich lebender Lyriker, Essayist und Lehrer.

## Leben
James Emanuel wuchs in Nebraska auf und studierte nach Ableistung des Militärdienstes an der Howard University und der Northwestern University, wo er 1950 den Master erwarb. Das Doktorandenstudium absolvierte er 1953 an der Columbia University. Anschließend unterrichtete er in New York City am City College of New York (CUNY), wo er u. a. Kurse in afroamerikanischer Lyrik hielt. Emanuel arbeitete außerdem als Herausgeber; sein erstes Projekt war eine Lyrik-Edition mit Arbeiten von Langston Hughes, den Emanuel als seinen Mentor betrachtete. Zu seinen Studenten gehörte der Kritiker Addison Gayle Jr. Nachdem ihm der Rassismus in den Vereinigten Staaten zunehmend frustriert hatte, nahm er das Angebot an, nach Europa zu ziehen. Er lehrte dann als Fulbright-Stipendiat 1968/69 an der Universität Toulouse, an der Universität Grenoble und an der Universität Warschau. Zuletzt lebte er in Paris.
1968 veröffentlichte Emanuel mit Theodore L. Gross den Band Dark Symphony: Negro Literature in America und seinen ersten Lyrikband, The Treehouse and Other Poems, dem ein Dutzend weiterer Bücher folgten, wie Black Man Abroad (1978), Whole Grain: Collected Poems, 1958-1989 (erschienen 1991) und 2001 noch The Force and the Reckoning, eine Mischung aus Autobiographie, Gedichten, Essays und anderen Schriften. In seinem Gedicht „Deadly James (For All the Victims of Police Brutality)“ verarbeitete er den Suizid seines einzigen Kindes 1983. Er korrespondierte mit der Lyrikerin Gwendolyn Brooks, dem Schriftsteller Ralph Ellison und dem Hochschullehrer Houston A. Baker. In seinen späteren Jahren schrieb er die sogenannten Jazz Haikus, die er aus 17 Buchstaben zu Jazzmusik schuf.

## Publikationen (Auswahl)
- Langston Hughes (New York: Twayne)
- Dark Symphony: Negro Literature in America with Theodore L. Gross (New York: Free Press)
- The Treehouse and Other Poems (Detroit: Broadside Press)
- Panther Man (Detroit: Broadside Press)
- How I Write/2 with MacKinlay Kantor and Lawrence Osgood (New York: Harcourt Brace Jovanovich)
- Black Man Abroad: The Toulouse Poems (Detroit: Lotus Press)
- A Chisel in the Dark (Poems Selected and New) (Detroit: Lotus Press)
- A Poet's Mind (New York: Regents)
- The Broken Bowl (New and Collected Poems) (Detroit: Lotus Press)
- Deadly James and Other Poems (Detroit: Lotus Press)
- The Quagmire Effect
- Whole Grain: Collected Poems, 1958–1989 (Detroit: Lotus Press)
- De la rage au cœur with Jean Migrenne and Michel Fabre (Thaon, France: Amiot/Lenganey)
- Blues in Black and White
- Reaching for Mumia: 16 Haiku
- Jazz from the Haiku King
- The Force and the Reckoning